# 董嗣諶
董嗣諶（？—？），山東登州府萊陽縣人，軍籍，明朝政治人物。

## 生平
天啓元年（1621年）辛酉科山東鄉試舉人，五年（1625年）乙丑科二甲第十一名進士。授戶部主事，升員外郎、郎中，崇禎元年（1628年）出為歸德府知府，升河南布政使司左參政、信陽兵备、河南按察使。

## 家族
父董獻策，縣庠生，人稱“老儒”，好學安貧，言動不苟，因子董嗣朴、董嗣諶貴，贈衡州府知府、再贈湖廣布政使司參政。母王氏，治家嚴整，訓督五子有成。五子：董嗣德、董嗣儒、董嗣醇、董嗣朴（山西按察司副使）、董嗣諶。妻趙氏（封宜人）。